# オリンパス OM10

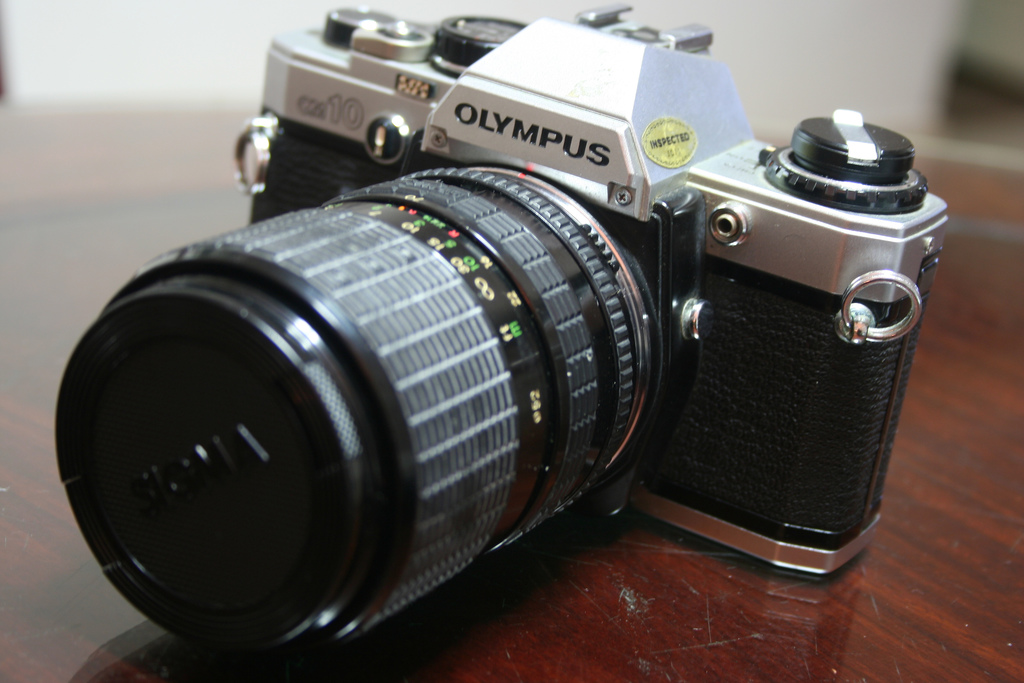
オリンパス OM10（レンズはシグマ製）

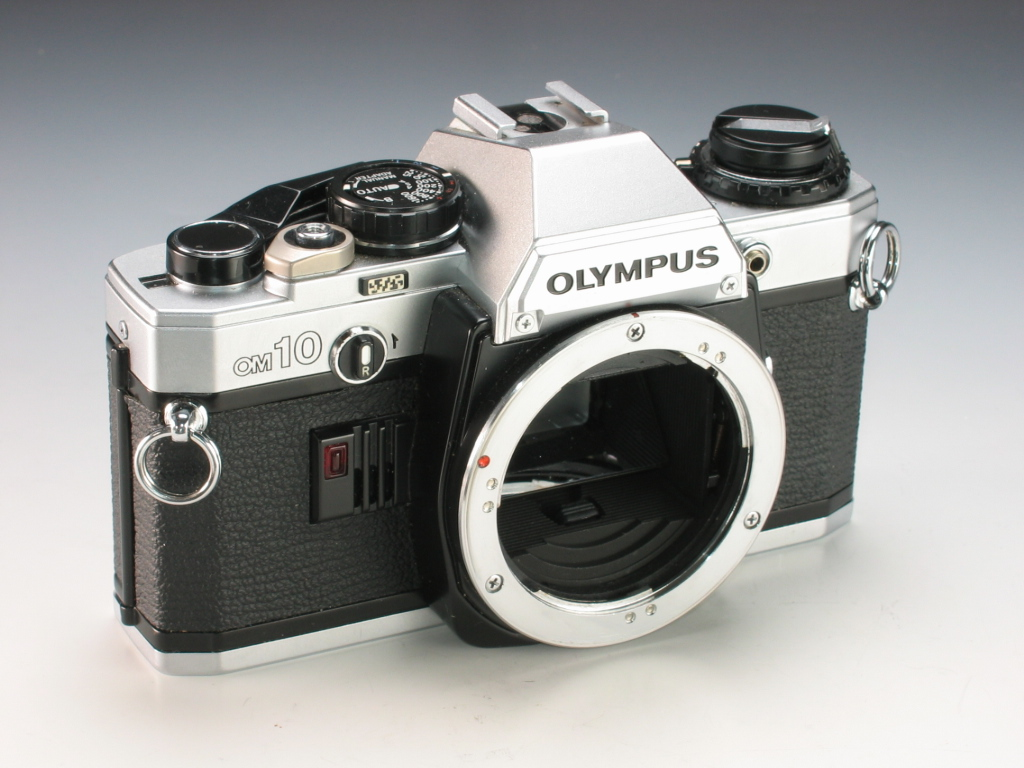
オリンパス OM10（レンズ非装着）

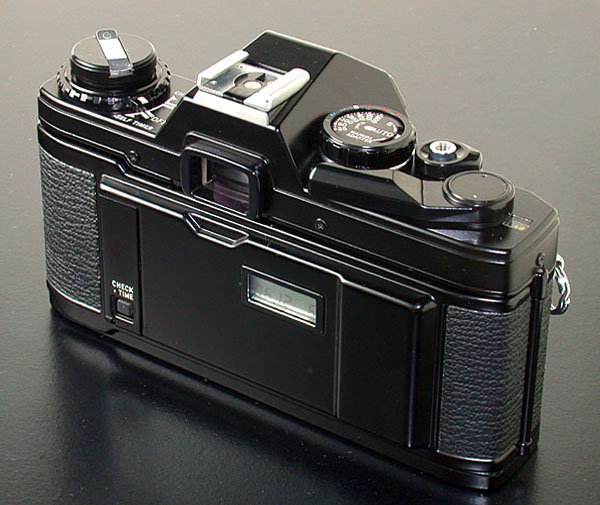
オリンパス OM10（背面・クォーツデートボディ）

オリンパス OM10（Olympus OM10 ）は、1979年にオリンパスから発売されたOMシステムの一眼レフカメラである。

## 概要
OM10は、同社のカメラ事業に於ける一大戦略商品であると共にシーズ志向で展開されて来た従来の商品企画に対して、ニーズ志向で展開された近代的商品企画の最初の商品と成る。

当時、同社は世界3大消費地の内、日本・ヨーロッパは直販体制が整備されていたが、唯一残る米国は代理店販売と成っていた。

同社のAE（自動露出制御）一眼レフとしては既にオリンパスOM-2があったが米国の大多数の顧客を満足させる低価格商品が無く、当時の米国代理店は、高価格機はolympus、低価格機はmamiyaを扱っていた。

従って、直販体制を構築するには、量が見込めるアマチュア向け低価格商品のラインナップが必須であった。
そこで設計の抜本的見直しによりOM-2の700点強の部品を400点と、部品点数を約半減した商品がOM10である。

これは、1978年時点において既に億円規模の投資済みであるOM-2の製造ラインを流用可能とする製造工程まで考慮した設計により、当時としては画期的な低価格で発売されたのが本機である。
米国市場を重視し、また入門者向けという商品企画から安価かつ理解しやすいAE専用という仕様となり標準ではマニュアル撮影機能は省略されていたが、別売のマニュアルアダプター(定価：発売当時3,500円)を装着することでマニュアル撮影が可能となる拡張性を有している。
OM-2で実現したTシリーズストロボによるTTL調光方式は本機では使用できない（OM二桁シリーズではOM40PROGRAMで初めて可能になった）。
また、秒間5コマの連写機能を持つモータードライブは使用できないが、秒間2.5コマの連写機能を持つワインダーは使用できる。
これらは単に初心者・アマチュア向けのみならず、発売当時の定価4万円は発売当時の日本国内における物品税の非課税上限であったこと、また国外事情ではオイルショック期から続いた需要の低迷やニクソン・ショック以降の円高傾向により主たる輸出市場であるアメリカ向けに安価なカメラを提供する必要に迫られ、競合他社においても同時期に発売された同コンセプトの商品（国内販売定価4万円以下・AE専用・米国市場重視、例：ニコンEM、キヤノンAV-1、ミノルタX-7）への対抗商品としての役割も期待された。

## 仕様
- 型式:35mmフォーカルプレーン自動露出制御電子シャッター式一眼レフカメラ
- 大きさ:136mmx83mmx50mm
- 画面サイズ:24mmx36mm
- 重さ:430g
- 感度連動範囲: ISO25-ISO1600
- マウント:オリンパスOMマウント
- フィルム巻上げ:レバー式
- フィルム巻き戻し:クランク式
- シャッター形式:電子制御式フォーカルプレーン
- シャッタースピード:B1-1/1000秒